# یحیی سکوت نکرد
یحیی سکوت نکرد فیلمی ایرانی به کارگردانی کاوه ابراهیم‌پور و محصول سال ۱۳۹۳ است.
این فیلم در ۱ مرداد ۱۳۹۴ در سینماهای ایران اکران شده است.

## خلاصه فیلم
کودکی هفت ساله به نام یحیی توسط پدر به عمه‌اش سپرده می‌شود. عمه‌ای ناآشنا که زندگی پر راز و رمزی دارد. یحیی با ورود به این دنیای جدید در پی کشف مفاهیم جدید زندگی است. این کنکاش برای او هزینه سنگینی به همراه می‌آورد.

## بازیگران
- فاطمه معتمدآریا
- ماهان نصیری ندا
- ندا جبرائیلی
- تورج منصوری
- صالح میرزاآقایی
- رابعه اسکویی
- مریم شیرازی
- محمدکمال علوی
- محمدمهدی احدی
- حسین کمال علوی
- امیرعلی نیازی
- امیرعلی ضرابی
- علی گلزاده
- حامد آزادی

## دست اندرکاران فیلم
- مدیر فیلمبرداری: حسین جلیلی
- تدوین: ژینوس پدرام
- تهیه‌کننده: تینا پاکروان
- موسیقی متن: حامد ثابت
- طراحی صحنه و لباس:علی عابدینی
- چهره پرداز: ایمان امیدواری
- صدابردار: امین میرشکاری
- سال ساخت: ۱۳۹۳

## جوایز
- برنده جایزه بهترین فیلم در بخش مسابقه جشنواره «تریپولی» لبنان
- نامزد جایزه خلاقیت و استعداد درخشان (ویژه فیلمسازان اول جوان)به کاوه ابراهیم‌پور برای یحیی سکوت نکرد از نهمین جشن منتقدان و نویسندگان سینمایی
- منتخب رسمی هشتمین جشنواره فیلم بنگالور هند
- منتخب رسمی سی و هشتمین دوره فستیوال فیلم مونیخ
- حضور در بیست و ششمین دوره فستیوال فیلم شیکاگو(Gene Siskel)

## حاشیه‌ها
در ۴ بهمن ۱۳۹۴ در جریان سفر فاطمه معتمد آریا و کاوه ابراهیم‌پور، کارگردان فیلم یحیی سکوت نکرد به کاشان برای شرکت در اکران و نشست پرسش و پاسخ این فیلم، گروهی معترض با فحاشی و ناسزاگویی خواستار خروج آنها از شهر بودند، که با کمک نیروهای انتظامی جلسه به روال عادی خود ادامه یافت.
معتمد آریا در این باره اظهار داشت:
«من با اینکه کسی با کار من و حرفه‌ام و حتی خود من مخالف باشد مشکلی ندارم ولی رفتارهای تهاجمی، توهین، بی‌احترامی، دروغ، تهمت و بی‌قانونی را نمی‌پذیرم و این اتفاقی است که در آنجا افتاد و من علاقه‌ای هم به بیان و شرح جزئیات اتفاقات ناخوشایند ضدفرهنگی ندارم.»
به گفتهٔ کاوه ابراهیم‌پور، بعد از پایان جلسه، هنگامی که آنها سوار اتومبیل شده بودند، چند نفر از مهاجمان روی سقف اتومبیل آنها رفته و قصد داشتند با شکستن شیشه‌ها وارد خودرو شوند که نیروی انتظامی مانع آن‌ها شد.
عبدالنبی نمازی، امام جمعه کاشان در تأیید این حرکت، اعلام کرد به این فکر می‌کند که یک روز را در کاشان عزای عمومی اعلام کند.
در پی این حادثه وزیر ارشاد، رئیس سازمان سینمایی، رئیس خانه سینما، شورای مرکزی انجمن منتقدان و نویسندگان سینمایی ایران  و شماری از هنرمندان سینما واکنش نشان داده و آنرا محکوم کردند.